# Sabine Koller
Sabine Mathilde Koller (* 26. September 1971 in Amberg) ist eine deutsche Slawistin.

## Leben
Koller studierte Romanistik und Slavistik an den Universitäten in Regensburg, Grenoble und Sankt-Petersburg. Danach war sie wissenschaftliche Hilfskraft bei der Zeitschrift Balagan. Slavisches Drama, Theater und Kino. 2000 war sie DAAD-Stipendiatin in Moskau. 2002 wurde sie in Slavischer Philologie mit summa cum laude promoviert.
Von 2003 bis 2005 war sie wissenschaftliche Mitarbeiterin am Institut für Slavistik an der Universität Regensburg bei Walter Koschmal. 2005/06 war sie Postdoc und Habilitationsstipendiatin (HWP). Von 2006 bis 2012 erhielt sie das Dilthey-Fellowship „Ostjudentum in Literatur und Malerei: Marc Chagall“ der VolkswagenStiftung. 2012 war sie Fellow am Zentrum für Literatur- und Kulturforschung in Berlin und Gastdozentin am Slavischen Seminar der Universität Basel. 2013 wurde sie Professorin für Slavisch-Jüdische Studien an der Universität Regensburg, einen Ruf an die Ernst-Moritz-Arndt-Universität Greifswald lehnte sie ab.
2007 wurde sie Mitglied der Jungen Akademie an der Berlin-Brandenburgischen Akademie der Wissenschaften und der Deutschen Akademie der Naturforscher Leopoldina. Seit 2015 ist sie Forschungsdekanin der Regensburger Fakultät für Sprach-, Literatur- und Kulturwissenschaften. Außerdem ist sie Gutachterin für verschiedene Institutionen sowie Beirätin des Zentrums für Jüdische Kulturgeschichte und u. a. Mitglied des Deutschen Slavistenverbandes und der Gesellschaft für europäisch-jüdische Literaturstudien.
Koller ist verheiratet und Mutter von zwei Kindern.

## Auszeichnungen
- 2003: e-on Kulturpreis Ostbayern für herausragende wissenschaftliche Leistungen
- 2009: Professor-Josef-Engert-Preis der Stadt Regensburg

## Schriften (Auswahl)
- Das Gedächtnis des Theaters. Stanislavskij, Mejerchol'd und das russische Gegenwartstheater Lev Dodins und Anatolij Vasil'evs (= Mainzer Forschungen zu Drama und Theater. Bd. 31). Francke, Tübingen 2005, ISBN 3-7720-8097-9.
- (Hrsg.): Ein Tag im jüdischen Regensburg mit Joseph Opatoshu und Marc Chagall. [Zur Ausstellung „Ein Tag im Jüdischen Regensburg mit Joseph Opatoshu und Marc Chagall“ im Historischen Museum der Stadt Regensburg. Vom 15. Februar bis 12. April 2009]. Stutz, Passau 2009, ISBN 978-3-88849-963-0.
- Marc Chagall. Grenzgänge zwischen Literatur und Malerei. Böhlau, Köln u. a. 2012, ISBN 978-3-412-20866-0.
- mit Matthias Klatt (Hrsg.): Lehre als Abenteuer. Anregungen für eine gute Hochschulausbildung. Campus, Frankfurt am Main u. a. 2012, ISBN 978-3-593-39796-2.
- mit Gennady Estraikh, Mikhail Krutikov (Hrsg.): Joseph Opatoshu. A Yiddish Writer between Europe and America. Legenda, Oxford 2013, ISBN 978-1-907975-60-8.